# W'z《ウィズ》
『W'z《ウィズ》』は、GoHands、Frontier Worksの共同原作による日本のテレビアニメ。2019年1月から3月までTOKYO MXほかにて放送された。ナレーションは森久保祥太郎。2017年に放送されたテレビアニメ『ハンドシェイカー』の10年後を舞台としており、同作の人物も登場する。また今作では『ハンドシェイカー』で明かされなかった謎が新たに判明する。

## 制作
『ハンドシェイカー』と同じく鈴木信吾・金澤洪充の2名監督体制で制作される。『ハンドシェイカー』がセールスを出したことで、メーカーから続編を打診されたが、ニムロデや大阪が舞台などの設定を使用して完全な別作品という依頼に沿って制作された。音楽も『ハンドシェイカー』と同じGOON TRAXが担当する。

## あらすじ
中学生のユキヤはDJプレイを動画サイトに投稿し始めたが、再生回数が伸びないことに悩んでいた。幼馴染みであるハルカの助言をヒントに、ユキヤは生まれつき持っていた能力を使って異世界「ジグラート」からの生配信をする。そこへ「ハンドシェイカー」の若者たちがあらわれ、ユキヤたちは逃げ出す。動画の再生数は伸びたが、彼の能力を知ったハンドシェイカーたちから戦いを挑まれるようになってしまう。
ユキヤたちはハンドシェイカーたちとの戦い、そして能力を悪用しようとする奥池グループの陰謀に巻き込まれていくことになる。

## 登場人物
声はテレビアニメ版/ 演は舞台版のキャスト。 
前作と同様大阪が舞台だが、登場人物は関西弁を使わず、共通語を話している。また、登場人物の一部は、名字が大阪府内の地名に由来したものになっている。

### 主要人物
ユキヤ / 荒城 幸也（あらき ゆきや）
声 - 福原かつみ / 演 - 竹中凌平
誕生日 - 3月13日
コードネーム - バベル＝ディスク
本作の主人公。谷津治中学校３年C組。「噛み合わない」が口癖。訳あって幼い頃から手を繋ぐことを禁じられている。
ハウスミュージックが好きでDJ・Y’s《ワイズ》として自身の演奏を動画配信しているが閲覧数はあまり伸びない。ハルカの提案で一時的にハルカとハンドシェイカーになり、ジグラートから生配信をするが、その結果、近くにいた他のハンドシェイカー達に見つかってしまい、戦いに巻き込まれる。動画は拡散され、多くのハンドシェイカーから狙われる身となる。
ハンドシェイカーとしてはイレギュラーな存在で、相手が誰であろうと手が触れただけでジグラートに転移してしまう。パートナーとなった相手はニムロデを出すことが出来ず、ジグラートから出る頃には手を繋いでからの記憶を一切失う。この体質が原因で誰とも手を繋ぐことができなかった。そのため正式なパートナーがわからず、人付き合いも苦手なまま今に至る。
更に、本来ならジグラートに持ち込めるのは精々身につけた物くらいなのだが、彼の場合ターンテーブルやスピーカーなどの大きな物までも持ち込むことが出来る。後にジグラートから現実世界に物を持ち出せることも判明する。相手が過去にハンドシェイカーだった場合は当時使っていたニムロデを復元することができ、現実世界に戻っても記憶を失わない。また、思わずジグラートに転移したとしても自分の意思で出ることができる。
唯一普通に手を繋ぐことができ、しかも自分の悩みを理解してくれて、その上自分の異能力を必要としてくれたコヨリは憧れの存在。コヨリから行方不明になったナガオカとマユミを探す依頼を受けてチヅルやハヤテなどの元ハンドシェイカーと捜索することになる。コヨリのパートナーであるタヅナが彼女の元を離れていることをハヤテから聞いた際は激怒しており、タヅナから自分と似ていると言われることが気に食わなかったが、好きな事に没頭する習慣や口癖で自分と共通点を持つタヅナと接していく内にコヨリからも「噛み合ってる」と言われる程仲が良くなった。
前作でタヅナたちが通っていた北飛鳥学園高校の音楽科に進学したいと考えているが、父親のレイジロウからは反対されている。コヨリやマユミと同様にジグラートで生まれた。10年前にレイジロウとユキネに引き取られた養子なのだが、彼はそのことを知らない。しかし、奥池グループに乗り込む際、レイジロウ本人から養子ということを告げられる。11話のフミユキの話によれば、ジグラートでは赤ん坊のまま時が止まっており、外の世界に出てから一気に8年ほど成長した。このため正確な実年齢は不明で、1話でマサルから年を聞かれて「14歳、たぶん。」と答えている。
かつて自分の力を抑えられない頃にハルカをジグラートに連れて行ったことがあった。その時ハルカに怪我を負わせてしまったことが原因で、以降ジグラートであったことを彼女には夢だと偽り続け、自分でも気付かぬ振りをしていた。ハルカの記憶が残っていることには気付いていたが、彼女から拒絶されることを恐れて本当のことを言いたくても言えずにいたのだった。その一方でいつも自分のことを側で支えてくれる彼女に好意を抱いており、ハンドシェイカーのパートナーはハルカであって欲しく、そうでなかったとしても彼女とずっと一緒にいたいと強く願っていた。文化祭の後にハルカが奥池に連れて行かれたことに気付き、自分の想いをハルカに伝えるためにレイジロウと奥池グループに乗り込むが、そこでハルカと対立してしまう。戦闘の中で自分を責めてユキヤを避けるハルカの想いに気付き、振り上げられたニムロデを弾き返して彼女の手を取り、自分も嘘をついていることを打ち明けてハルカに告白。遂にハルカとパートナーになった。
フミユキに連れられてナガオカとマユミに会い、自分の携帯電話を介してマユミとコヨリを再会させた。
奥池に自分とハルカの本当の能力を話し、この力でミドリの願いを叶える事で奥池を止めようとするが、説得虚しく返り討ちにされてしまう。最終回ではこれまで出会ったハンドシェイカー達との総力戦で奥池を倒し、自分とフミユキらの力でタヅナ、コヨリ、ナガオカ、マユミを呼び出し、３組で手を重ねて神にまみえ、「神によって叶えられた望まぬ願いを消し去る」と言う願いを叶えて力を失う。この直前、ナガオカと手を重ねた時に彼が本当の父親であると気付く。
ニムロデ「ディスク=バベル」は無数のCDの形状で組み合わせて剣の形態にしたりCDを飛び道具として使うことができる。二刀流をメインにして戦う。タヅナのニムロデ「シングル=ギア」と類似している。覚醒すると普段首にかけているヘッドホンが光る。また、ユキヤとハルカの本当の能力によって生みだされたディスクをニムロデにセットすると、他のハンドシェイカーをジグラートに呼び出すことが出来る。呼び出されたハンドシェイカーは、当時使っていたニムロデを使うことが出来る。名前はフミユキのコードネーム「グラップ=バベル」から取った。
ハルカ / 土佐堀 遥（とさぼり はるか）
声 - 藤田茜 / 演 - 山田麻莉奈
誕生日 - 4月1日
コードネーム - バベル＝ギター
本作のヒロイン。ユキヤのクラスメイトで小学校の頃からの幼馴染。明るく常に前向きで、人付き合いが得意。「前向き（的）に」が口癖。内気で落ち込みがちなユキヤをいつも励ましてくれる。コヨリに憧れるユキヤにやきもちを焼いたり、ユキヤに相談に乗って欲しいと頼まれた時は告白されるかもしれないと期待するなど、ユキヤに対して密かに想いを寄せている事が窺える。軽音部に所属しているが、音楽を始めたのはユキヤがDJに没頭したのがきっかけであまり上手くない。
動画の閲覧数に悩むユキヤにあり得ない風景をバックに撮影することを提案する。ユキヤと手を繋いでジグラートに転移し、生配信の協力をするが、その最中にハンドシェイカーの戦いに巻き込まれてしまう。追手を振り切った後ユキヤと現実世界に戻る。ジグラートから出た際は戸惑いを見せていたが、実はジグラートでの記憶は残っており、覚えてないふりをしていた。
戦いでいつも自分を守り傷つくユキヤに対して何も出来ない自分にコンプレックスを抱いており、ユキヤに嫌われることを恐れて記憶が残っていることを隠していたが、かつて自分と同じ立場にあったコヨリに励まされて学園祭の後にユキヤに想いを打ち明けようと決心する。しかし学園祭の後、ユキヤに対するクラスメイトの陰口を聞いて何も言い返さなかったことに落ち込み、結局想いを伝えることができなかった。ユキヤに嘘ばかりつく自分に気持ちが折れてしまい、文化祭以降ユキヤと話すことができなくなってしまう。
後日、奥池に呼ばれてエネルギー開発の話を持ちかけられる。この時、ハルカがユキヤの本当のパートナーであることが明かされる。ハルカは力が出せないのではなく実は無意識に封じていただけで、ニムロデだけでなくユキヤと同様にジグラートを自由に行き来する異能力も既に持っていた。奥池グループで自分が活躍し目立つ事で、ハンドシェイカーの標的となったユキヤの身代わりになって自分がユキヤを守ることができるというミドリの話に釣られて奥池に協力し、全寮制の奥池大学附属中学校に転校する。
セバとペアを組んで救出に来たユキヤとレイジロウの前に立ちはだかるが、ユキヤとの対峙の末に互いに想いを打ち明けて和解し、遂にユキヤとハンドシェイカーになる。そしてパートナーとなったユキヤと共にレイジロウの補助を得てセバを破った。
ナガオカとマユミからユキヤとの仲を公認される。
ニムロデ「ギター=バベル」はエレキギターの形状でボディに刃が付いており、斧のように振るって使う。

### パイル
ガイ / 岸和田 凱（きしわだ がい）
声 - 江口拓也、小市眞琴（幼少期） / 演 - 澤井俊輝
誕生日 - 11月28日
コードネーム - リゲル=パイル
マサタカをパートナーとするハンドシェイカー。元気で人懐っこい。「すっげえ」が口癖。星を見るのが好きで天体について詳しく、ジグラートの星空を見る際は特に感心していた。非常に好戦的で真っ向から突進する戦法を好む。彼らの願いはジグラートに自由に入ることで、その体質を持つユキヤから力を奪うために彼を狙う。生配信中に襲いかかるもコネクトと鉢合わせになり三つ巴戦になってしまったが、その後ワイズを倒すという共通の目的で一時休戦し、コネクトと手を組むことになる。最初の襲撃でユキヤのベルトに発信機を仕込んでおり、その位置情報を元にナガオカらを捜索しているユキヤに2度目の奇襲を掛けてコネクトと追い詰めるが、駆けつけたタヅナに阻止され、発信機も壊される。だが発信機の履歴をインターネット上に流出しており、コンポーザーがそこからユキヤの通う学校を割り出しコネクトに襲撃させるように誘導した。ユキヤとマサルに敗れた後は発信機の履歴を消去した。また、ワイズのDJが聴けるならこの世界も悪くはないと考えるようになった。最終決戦でコネクトの連絡を受けてユキヤ達と共闘し、ミドリに強烈な一撃をお見舞いした。
ニムロデ「リゲル=パイル」は手甲の形状。前作でナガオカが使っていたニムロデと類似しているが、同じものかどうかは不明。6話ではマサタカと数年前に行ったキャンプ場でナガオカとマキハラと出会い、ハンドシェイカーの話を聞かされた事が判明する。
マサタカ / 堺 正孝（さかい まさたか）
声 - 山上佳之介、村井美里（幼少期） / 演 - HAKU（SUPER FANTASY）
誕生日 - 12月28日
コードネーム - ベテルギウス=パイル
ガイをパートナーとするハンドシェイカー。理知的でおとなしい。ジグラートにDJの機材を持ち込んだワイズを見て、彼を倒せば大きなものをジグラートに持ち込める力が手に入るのではないかと睨んでガイと共にジグラートに突入し、遠距離からの狙撃を試みるも攻撃を防がれ奇襲攻撃は失敗に終わる。不意を打って遠くから狙い撃つ戦法を好む。ジグラートでガイからコードネームではなくそのまま名前で呼ばれてしまうため、その度に「名前で呼ぶな」と指摘する。
ニムロデ「ベテルギウス=パイル」はボウガンに盾が付いたような形状で遠距離射撃ができるが、接近戦には向いていないため、ガイの存在が不可欠である。前作でマキハラがハンドシェイカーだった頃のニムロデと類似しているが、同じものかどうかは不明。6話では数年前のガイと共にマキハラとナガオカに会っていた事が判明する。

### コネクト
センリ / 豊島 千里（とよしま せんり）
声 - 水瀬いのり / 演 - 遠藤瑠香
誕生日 - 9月12日
コードネーム - パステル=コネクト
ハナをパートナーとするハンドシェイカー。彼女とは幼稚園の頃からの幼馴染。天真爛漫で甘えん坊。引っ越しが決まりハナと「離れたくない」と強く願ったのがきっかけでハンドシェイカーとして覚醒した。
ワイズの生配信を見て彼がジグラートにいることに気付き、ハナと共にジグラートに転移して真っ先に襲い掛かる。ハンドシェイカーについてコンポーザーとSNSで連絡をとっており、コネクトが持っているハンドシェイカーの知識は全てコンポーザーから得た物である。彼女らの願いはハンドシェイカーとしてではなく普通に手を繋ぐこと。そもそもハンドシェイカーは負ければ力を失いそれ以降普通に手を繋げるのだが、コンポーザーからは勝ち続ければハンドシェイカーではなくなるとだけ教えられており、そのことは隠されていた。
チヅルとハヤテが経営する喫茶店「ブレイド＆ダガー」でアルバイトをしているが、チヅルがハンドシェイカーであることは彼女とジグラートで会うまで知らなかった。それを知った際は驚いていたが、ユキヤがこの前とパートナーが違うことについても「不潔なの！」と驚愕していた。
コンポーザーから情報を得てユキヤが学校にいるところを奇襲する。1つになった心でユキヤを追い詰めるが、最後は想いが繋がったユキヤとハルカに敗れる。ワイズに負けた後、コンポーザーからブロックされ、発信機の履歴を流出したパイルを呼び出すなど、ワイズの手助けをすることになる。
最終決戦でパイルに来るよう連絡し、「騙された時のお返し」としてハナと共に奥池にありったけの弾丸を撃ち込んだ。
ニムロデ「パステル=コネクト」はメーター針のついたスマートフォンのような形状で、チャージの残量をパーセンテージで表示したり、それを持ち手にしたハンドガンや剣を出現させる。また、互いの心を１つにすることで巨大な槍のような形状になる。色はピンク。
ハナ / 美原 華（みはら はな）
声 - 種﨑敦美 / 演 - 田野優花
誕生日 - 5月10日
コードネーム - ビビット=コネクト
センリをパートナーとするハンドシェイカー。口数が少なく、クールな性格である。ハンドシェイカーとして力を維持する為に手を繋ぐことに難色を示している。ワイズに負けた後は喫茶店「ブレイド＆ダガー」で引っ越すセンリの代わりを務めるため、アルバイトを始める。
ニムロデ「ビビット=コネクト」はセンリと同様にスマートフォンの形状だが、こちらのハンドガンは銃身が長い。色は青紫。

### 奥池グループ
ミドリ / 奥池 翠（おくいけ みどり）
声 - 増田俊樹、藤原夏海（幼少期） / 演 - 中島礼貴
誕生日 - 9月7日
コードネーム - シュヴァリエ=ノーブル
とある目的のために暗躍する大企業・奥池グループの若き取締役。この奥池グループ及びミドリの父親（声 - 拝真之介）はかつて芥川博士の研究をスポンサーとして支援していた事が判明する。新規エネルギー開発部門担当役員の他、いくつのも役職も持つ。当初は執事・セバが自身に聞かせたユキヤの演奏を耳障りな音楽として気にも留めていなかったが、ジグラートから演奏の生配信をするユキヤを見て彼を10年ぶりにイレギュラーのハンドシェイカーが現れたと関心を持ち始めた。
ユキヤ以外にもタヅナやコヨリ達を監視している他、新たにハルカの動きにも注目する。
彼自身はジグラートとユキヤの異能力であらゆる資源を増殖する計画をしており、その話をユキヤに持ちかけるが拒否される。しかしそれも彼の想定範囲内で、それ以前にハルカを唆し協力させていた。その後、ユキヤとハルカに拒まれたため二人の両親を人質に取ろうとするが、その時現れたユキヤとハルカの相手をしたことが二人の両親を奥池から保護する時間稼ぎになってしまい、人質作戦は失敗に終わる。
子供のころから父親のために、セバと共にハンドシェイカーとして戦い、神にまみえたあと、手や胸から緑色の宝石を出す体質になったが、手術で取り出すたび、衰弱していった。セバと共に父親を殺し、奥池グループを受け継いでからはハンドシェイカーのシステムを徹底的に利用することのみを生きる目的としている。しかしユキヤに敗れて力を失い、彼の願いによって体から宝石が出なくなり、ユキヤ自身も力を失ったことによって野望が完全に打ち砕かれた。
ニムロデ「シュヴァリエ=ノーブル」は劔の形状。
セバ / スーチャン＝瀬馬（スーチャン せば）
声 - 武内駿輔 /  演 - 奥田圭悟
誕生日 - 2月11日
コードネーム - レクイエ=ノーブル
ミドリの執事兼ハンドシェイカーとしてのパートナー。「スーチャン＝瀬馬」という名前はミドリからつけられた偽名である。「アンニュイな午後をぶっ飛ばす」音楽としてユキヤの演奏を流し、ミドリに迷惑がられるが、結果的にユキヤがイレギュラーなハンドシェイカーである事をミドリに気付かせるきっかけとなった。その後はミドリ、コンポーザーの情報提供と共にユキヤ達の動向を見守る。かつては殺し屋だったが、瀕死の状態で倒れていた時、少年時代のミドリに声をかけられ、執事となり「スーチャン＝瀬馬」の名を与えられた。
ミドリのパートナーとして戦い、願いを叶えたが、衰弱するミドリを見かねて父親や関係者を射殺した。
ニムロデ「レクイエ＝ノーブル」は杖を模した仕込み刀の形状。実戦でレイジロウの鎖やコネクトの銃弾を素早い剣捌きで弾き返して見せた。
コンポーザー
コネクトにワイズの襲撃を指示する謎の存在。コネクト以外の他のハンドシェイカーともSNSで繋がっている模様。マサルの調査で奥池グループが関わっていたことが判明する。

### その他
レイジロウ / 荒城 令次郎（あらき れいじろう）
声 - 福山潤 / 演 - 及川洸
誕生日 - 10月27日
コードネーム - ブレイク＝チェイン
ユキヤの父親。言葉は乱暴だが人情に厚い。ミュージックエンジニアとして働いている。メールで度々打ち間違いをする癖がある。かつてはユキネをパートナーとするハンドシェイカー「ブレイク=チェイン」だったが、前作にてタヅナ達に負けたことでその力を失っている。フミユキからジグラートで生まれたユキヤを「ハンドシェイカーに関わらせない」という約束で引き取った。また、自分がハンドシェイカーだった時の失敗をユキヤにさせたくないということもあり、彼に幼い頃から「誰とも手を繋ぐな」と忠告したり、タヅナやコヨリの出身校で現在彼らが大学部の講師として通う北飛鳥学園高校への進学や、ナガオカとマユミをユキヤが自分の能力を使って探すことに反対していたが、ユキネの「ユキヤが望んですることなら見守ってあげたい」という言葉に感化されてからは、ハルカに嘘をつき続けて苦しむユキヤに「やりたいようにやれ」と檄を飛ばしたり、奥池に連れて行かれたハルカに会おうとするユキヤをバイクで連れて行き、共闘したり、ユキヤの意志よりも彼を奥池に巻き込ませないことを優先して彼の力を消そうと立ちはだかるフミユキやタヅナ達と対立するなど、ユキヤの意思を誰よりも尊重するようになった。
前作のタヅナとの戦闘はユキネを庇ったことで負けており、実際のところハンドシェイカーとしての実力は小さくなかったことが判明した。さらに今回父親としてのプライドが芽生えたこともあって、フミユキらとの戦闘で神にまみえたタヅナとコヨリを力で圧倒し、タヅナに「前よりもずっと怖い」と言わしめた。
ユキネ / 荒城 幸音（あらき ゆきね）
声 - 日笠陽子 / 演 - 谷茜子
誕生日 - 11月8日
コードネーム - バインド＝チェイン
ユキヤの母親。かつては「バインド=チェイン」と名乗るハンドシェイカーで、パートナー「ブレイク=チェイン」であるレイジロウと後に結婚。立派な母親として、ユキヤを溺愛している。さすがのレイジロウも彼女には頭が上がらない。現在、実家とは離別状態にある。ユキヤが自分の力を使ってナガオカとマユミを探すことに反対するレイジロウに自分のユキヤに対する思いを伝え、彼を感化させた。
レイジロウと同様に母親としての強い意志を持ったためか、今回はレイジロウに肉体を痛め付けられられずとも自分の意思で鎖を出して操れるようになっており、フミユキらとの戦闘でコヨリを文字通り鎖で縛り上げた。
フミユキ / 文幸＝ニールセン（ふみゆき ニールセン）
声 - 浪川大輔 / 演 - 田中彪
誕生日 - 7月14日
コードネーム - バベル＝グラップ
DJ・ニールセンとして活動しており、ユキヤの憧れの存在でもあるプロのDJ。彼自身はユキヤの演奏を「アガる」と高評している。その正体は神に至ることなく、奥池やユキヤなどの存在を監視する「ジグラートの監視者」と称される異端のハンドシェイカー。かつては芥川博士の研究室におり、マユミ達が生まれる前に研究室を離れていたが、コヨリ本人は名前のみ聞かされていた。ユキヤの戦いに伴い、タヅナとコヨリの前に現れて奥池グループとミドリの動きに気を付けるよう忠告する。
ユキヤとハルカが奥池と直接絡んだことを知り、ユキヤの力を奪う決意をし、タヅナとコヨリにも本人曰く半ば脅迫する形で協力させた。
ナガオカに頼まれ、赤ん坊だったユキヤをジグラートから連れ出してレイジロウに引き渡した。『ハンドシェイカー』最終話にも登場している。
ニムロデ「グラップ＝バベル」はディスクやステージライトといったDJのクラブを連想させるものがついたトンファーのような形状をしており、ディスクでピザカッターのように地面を切り裂いて煙幕を張ったり、ライトからエネルギーを放つなど、多彩な攻撃が可能である。また、本人もユキヤと似たような、女性なら誰とでもジグラートに入れる、という体質で、ユキヤ同様、ディスクをニムロデにセットすると、他のハンドシェイカーを呼び出すことが出来、そのハンドシェイカーは当時使っていたニムロデを使うことが出来る。ただし、複数人を呼び出す時は一定時間インターバルが必要。
タマリ / 御津 珠璃（みず たまり）
声 - 高橋未奈美 / 演 - Fuki
誕生日 - 7月21日
コードネーム - バベル＝フラッグ
古着屋を営む女性。フミユキと親しい。フミユキのパートナー。
ニムロデ「フラッグ＝バベル」は布の形状をしており、無数の帯状に裂けて敵を追撃したり槍や双剣の形状に変えたり出来るが、元の形状がタマリの着ている服なのでニムロデを使ったらもれなくギリギリのところまではだけてしまう。

### ハンドシェイカーからの登場人物
タヅナ / 高槻 手綱（たかつき たづな）
声 - 斉藤壮馬 / 演 - 古畑恵介
誕生日 - 7月16日
コードネーム - シングル＝ギア
『ハンドシェイカー』の主人公。コヨリのパートナー。かつてハンドシェイカーだったが、10年前、神にまみえた後はその力を失っている。神に願いを叶えてもらったはずだがその記憶は残っていない。
出身校の飛鳥学園大学部機械科の講師として働きつつ、今は行方不明となったナガオカとマユミを探している。
パイルとコネクトに追い詰められたユキヤとチヅルの前に現れ、二人を窮地から救い出し、ユキヤのベルトに発信機がつけられていたことを見抜く。ハンドシェイカーとして生きる運命に悩むユキヤに過去の自分が重なり「俺と似ている」と言い、一度ユキヤに強く否定されたものの、彼と接していくうちに徐々にお互いのことを理解し合えるようになった。
今でも機械いじりの腕は落ちておらず、音楽祭でDJをするユキヤのためにジグラートでの生配信で壊れたユキヤのDJ機材を直して見せたが、その一方でナガオカやマユミの件で各地を回っている途中に車の修理をしたことで帰りの飛行機に乗り遅れてしまったり、ユキヤと出掛けた時に通りすがりの女性の自転車を修理したりと、寄り修理の癖も相変わらずである。実は音痴で、前作のキャラクターソングをカラオケで歌った際は音程がズレていた（ユキヤは唖然としていたがコヨリはうっとりしていた）。
奥池に呼ばれたユキヤに同行する。フミユキからはもし奥池がユキヤやハルカに絡んだら協力して彼らから力を奪うという条件で、コンポーザーが奥池グループの指示で動いていたという情報を入手する。そして奥池が本格的に動き始めたことでコヨリと共にフミユキにジグラートに呼び出され、ユキヤと戦う事になる。その実力でユキヤを圧倒するが、ユキヤから力を奪うことに迷いがあるためか本気を出すことができず、ユキヤを倒し損ね、駆けつけたレイジロウ達に圧倒されてしまう。
コヨリ / 芥川 小代理（あくたがわ こより）
声 - 諸星すみれ / 演 - 平松可奈子
誕生日 - 3月20日
コードネーム - スプロケット＝ギア
『ハンドシェイカー』のヒロイン。タヅナのパートナー。かつてハンドシェイカーで、タヅナと手を繋がないと死ぬ体質だった。神に願い、健康な体となったが、その代わり10年間も成長が止まっている。また、ユキヤの能力の影響も受けない。
北飛鳥学園大学部文化人類学科で教鞭を執りつつマキハラの研究室でハンドシェイカーの研究をしている。オープンキャンパスに来たユキヤに行方不明になったナガオカとマユミを見つけて欲しいと涙ながらに懇願する。また、ワイズの能力が世界中に知れ渡ったことを忠告し、数々のハンドシェイカーから狙われる身となってしまったユキヤを守るために過去に戦ったハンドシェイカー達に協力を要請する。父の研究室に出入りしていた謎のDJ、フミユキと対面し、彼からかつて芥川博士を支援していた奥池グループとミドリの存在を聞かされ、気を付けるよう忠告される。
またユキヤがハルカに嘘をついてる事を知り、ハルカ自身も嘘をついてる事に気付き、ややおせっかいなアドバイスもした。
ナガオカ / 長岡 大地（ながおか だいち）
声 - 津田健次郎
誕生日 - 4月1日
コードネーム - ゴールド＝コクーン
マユミをパートナーとするハンドシェイカー。タヅナ達と共に戦いに勝ち続けて神にまみえたものの、マユミと行方不明になってしまう。病気のため余命いくばくもなかったが、マユミの願いにより、ジグラートで時を止め、生き延びていた。
ユキヤの実の父だが、フミユキに頼みジグラートから外の世界に養子に出した。
マユミ / 芥川 檀（あくたがわ まゆみ）
声 - 加隈亜衣
誕生日 - 3月20日
コードネーム - シルバー＝コクーン
ナガオカのパートナーで、コヨリの姉。ナガオカを「先生」と呼ぶ。ナガオカと神にまみえたあと共に行方不明になる。ナガオカの病気の進行を止めるという願いを叶えてもらい、代償としてジグラートで暮らしている。コヨリと同じく成長が10年前で止まっている。
ユキヤの実の母。「先生との子供がほしい」と願いユキヤを授かった。
マサル / 北条 勝 (ほうじょう まさる)
声 - 村瀬歩 / 演 - 堀ノ内翼
誕生日 - 6月14日
コードネーム - エンペラー＝カード
北飛鳥学園高校を目指すユキヤにコヨリに会うことを勧める。実は養子でリリとは義理の姉弟である事が判明し、今作ではリリと結婚している。10年前のユキヤの一件でレイジロウとは仲が悪い。ユキヤに発信機を仕掛けたのがパイルであることを見抜き、位置情報の履歴を消すためにユキヤと共にパイルに戦いを挑む。前回の敗北から反省して自分の手が読まれるのを防ぐべく、敢えて最善の手は尽くさないようにしている。
リリ / 北条 璃々（ほうじょう りり）
声 - 茅野愛衣 / 演 - 千歳ゆう
誕生日 - 6月13日
コードネーム - フォーチュン＝カード
マサルの姉。ユキネと仲がいい。実はマサルとは義理の姉弟で、今作では結婚している。
ハヤテ / 東 颯（あすま はやて）
声 - 石川界人 / 演 - 森川大輝
誕生日 - 5月1日
コードネーム - ブレイド＝シャドウ
元ハンドシェイカーで、その時のパートナーはチヅルだった。現在はチヅルと入籍し、個人経営の喫茶店「ブレイド＆ダガー」を開いてマスターをしている。前作からかなり落ち着いた性格になっている。
チヅル / 東 千鶴（あすま ちづる）
声 - 上坂すみれ / 演 - 秋場悠里
誕生日 - 2月10日
コードネーム - ダガー＝シャドウ
元ハンドシェイカーで、その時のパートナーはハヤテだった。喫茶店「ブレイド＆ダガー」で副店長を務める。相変わらず他人の恋愛事情には目がなく、世話を焼きたがる。また、容姿も小柄のままで、ハルカからも小学生と勘違いされてしまった。ユキヤとジグラートに転移してナガオカとマユミの捜索をしている途中パイルとコネクトの襲撃に逢うが、ユキヤの力によってかつてのニムロデ「ダガー=シャドウ」を取り戻す。
マキハラ / 槇原 長政（まきはら ながまさ）
声 - 森久保祥太郎 / 演 - 中谷智昭
最終話で登場。北飛鳥学園大学部医学部文化人類学部兼任教授だが、研究室はコヨリにまかせてほとんど不在。1話から7話の序盤ナレーション担当。フミユキとの会話でユキヤの願いが「神によって叶えられた望まぬ願いを消し去る」だったことを明かしている。

## 用語
詳しくはハンドシェイカー#用語を参照。本項では今作で新たに明かされた内容などを中心に説明する。
ハンドシェイカー
強い絆で結ばれた2人が神からバベルの啓示を受け、ペアとなり願いを賭けて戦う存在。戦いに勝ち続けることで神にまみえ、願いを叶えることができる。神にまみえるには20組前後を倒す必要がある。今作ではユキヤやフミユキなどのイレギュラーなハンドシェイカーが存在することが明かされる。マキハラによるとハンドシェイカーは本来は戦うものではなく心を重ねて願いを神に届ける物である。
ニムロデ
ハンドシェイカーの深層心理から生まれる武器で、形状や能力は人によって様々である。本来ニムロデはハンドシェイカーの「願い」がジグラートにおいて具現化したものなのだが、ハンドシェイカー達にジグラートが戦いの舞台だと認識されたことで武器として具現化されてしまう。
ジグラート
ハンドシェイカーが戦う並行世界。普通のハンドシェイカーが持ち込めるのはポケットに入る程度のものだが、イレギュラーなハンドシェイカーならDJの機材や乗っている乗り物なども持ち込む事ができ、逆にジグラートから物を持ち出すことも可能である。奥池はこのイレギュラーな能力をエネルギー開発に利用しようと考えた。
谷津治中学校
ユキヤとハルカが通う中学校。秋には音楽祭が開催される。モデルは大阪芸術大学短期大学部。
北飛鳥学園
前作でタヅナ達が通っていた学校。現在はタヅナとコヨリが大学部の講師として通っている。ユキヤは音楽科のある学校ということでこの学校への進学を考えている。前作でタヅナとコヨリが出会ったマキハラの研究室に今回コヨリも就任しており、ハンドシェイカーの研究をしている。マサルから助言を受けたユキヤはここでコヨリと出会うことになる。
モデルは大阪芸術大学。
カクテルコーン
前作でチヅルとハヤテが店長と副店長を務め、タヅナとコヨリがアルバイトをしたファミリーレストラン。ユキヤとハルカはここで一緒に昼食をとったり放課後に寄って話したりしている。
ブレイド＆ダガー
チヅルとハヤテが経営している喫茶店。ここに前作で登場したハンドシェイカー達が集まり、ユキヤも通うことになる。センリがアルバイトをしており、後にハナもここでアルバイトを始めることになる。
奥池グループ
ミドリが社長を務める大企業で、チヅルによると以前自分が働いていたセンテオトルよりもずっと大きい会社。百貨店や大学なども構えている他、コヨリの両親の研究の支援もしていた。

## スタッフ
- 原案・アニメーション制作 - GoHands[3]
- 原作 - GoHands、Frontier Works[3]
- 監督 - 鈴木信吾、金澤洪充
- 脚本 - 八薙玉造
- キャラクターデザイン - 内田孝行
- 総作画監督 -古田誠、内田孝行
- 作画監督 - 安達翔平、植木理奈、内田孝行、谷圭司（第2話以降）、藤坂真衣、古田誠
- メカデザイナー - 大久保宏
- メインアニメーター - 大久保宏、立花昌之、谷圭司
- 美術監督 - 内藤健
- 色彩設計 - 荒木隆介
- 撮影監督 - 増本由紀夫
- 編集 - 渡邉千波
- 音響監督 - 田中亮
- 音楽・音楽制作 - FABTONE、GOON TRAX[3]
- 音楽プロデューサー - 寿福知之
- DJシーンモデル - DJ RENA
- プロデューサー - 長谷川和彦、山崎史紀、長谷川嘉範、亀井博司、柿田哲也、尾形光広、林俊安、長岡浩平
- アニメーションプロデューサー - 菊地貴紀
- 製作 - W'z Project

## 主題歌
「Reason」
竹中凌平によるオープニングテーマ。作詞・作曲は笠原健太郎、編曲はRYU。
「神様はきっと」
Fuki作詞・歌によるエンディングテーマ。作曲・編曲はHiroaki Watanabe。

## 各話リスト
| 話数 | サブタイトル                                              | 絵コンテ           | 演出     |
| --- | --------------------------------------------------------- | ------------------ | -------- |
| 01 | EYE'S Y'S Shout 《アイズ・ワイズ・シャウト》              | 島津裕行、鈴木信吾 | 横峯克昌 |
| 中学生のユキヤはある朝、マサルという青年から北飛鳥学園の芥川を訪ねるよう言われる。DJ・ワイズとして動画投稿していたユキヤは再生数が伸びないのに悩み土佐堀ハルカに相談。彼女の言葉をヒントにジグラートから配信することを計画。ハルカと手をつなぎ、DJ機材を持ち込み生配信を始める。そこへ「パイル」ことガイとマサタカ、「コネクト」ことセンリとハナがニムロデを手にあらわれる。 |                                                           |                    |          |
| 02 | ShE SaW Soul 《シー・ソウ・ソウル》                       | 島津裕行、鈴木信吾 | 山岸徹一 |
| ユキヤはハルカを連れてジグラートから逃げ出す。ハルカと北飛鳥学園のオープンキャンパスに来たユキヤは研究室で芥川コヨリと面会。ユキヤは問われるまま自分の特異能力を打ち明ける。コヨリはユキヤの手を取り、ジグラートで行方不明になっている姉のマユミとナガオカを探してほしいと涙ぐむ。ユキヤは自分の能力が役に立つならと引き受ける。コヨリはワイズの配信で他のハンドシェイカーに存在を知られたことを危惧。コネクトはコンポーザーからワイズを狙うよう指示される。 |                                                           |                    |          |
| 03 | Cafe CUP PUCk 《カフェ・カップ・パック》                  | 島津裕行、鈴木信吾 | 山岸徹一 |
| ユキヤはワイズの動画を削除したがミラー動画の拡散を止められない。ハヤテとチヅルの店に元ハンドシェイカーたちが集まるが、そこへレイジロウ夫妻が乗り込んでくる。マサルたちはパートナーのいないユキヤをサポートする必要があると考えるが、レイジロウは関わらせたくないと拒否し店を飛び出す。コヨリから店に呼び出されたユキヤは元ハンドシェイカーたちを紹介される。 |                                                           |                    |          |
| 04 | FOuR FOR FORce 《フォウ・フォア・フォース》               | 島津裕行、鈴木信吾 | 立花昌之 |
| ユキヤはハヤテとジグラートを探索。ハヤテから、コヨリのパートナーのタヅナは仕事で彼女の元にいないと聞いたユキヤは憤る。ハルカはDJニールセンが出演する音楽フェスにユキヤを誘う。当日、ユキヤはチヅルとジグラートを探索してから、会場でハルカと落ち合う。だがパイルが現れたため、ユキヤとチヅルは急遽ジグラートに戻る。さらにコネクトも登場。チヅルは久しぶりにニムロデを出して交戦。そこへタヅナが加勢にくる。 |                                                           |                    |          |
| 05 | Turn Time gear 《ターン・タイム・ギア》                   | 島津裕行、鈴木信吾 | 立花昌之 |
| タヅナのニムロデに圧倒され、パイルとコネクトは撤退。ユキヤはコヨリの研究室でタヅナと話す。タヅナはパイルがユキヤのベルトにつけた発信機をはずす。コネクトのセンリとハナは過去を回想する。コネクトはユキヤの中学校に現れ、ハルカの目の前でユキヤを襲撃。ハルカは嘘をついていることに自己嫌悪する。センリとハナはお互いの気持ちを伝えあいニムロデを強化する。 |                                                           |                    |          |
| 06 | Cherry lily Cam 《チェリー・リリィ・カム》                | 鈴木信吾、横峯克昌 | 金澤洪充 |
| コネクトのニムロデに圧倒される闘うユキヤにハルカが手を添える。ユキヤのニムロデは力を増し、コネクトに勝利。力を失ったセンリとハナはチヅルの店で、今まで指示を送ってきたコンポーザーからブロックされたと明かす。マサルはユキヤからはずされた発信機の履歴がネット上に流出しているのを発見。マサルとユキヤはパイルに接触、履歴消去を求めるがジグラートで戦うことになる。タヅナとコヨリの前にフミユキが現れ、奥池グループが動いていると警告する。 |                                                           |                    |          |
| 07 | Get back boys 《ゲット・バック・ボーイズ》                | 鈴木信吾、横峯克昌 | 金澤洪充 |
| パイルは戦いに敗れ力を失う。二人は発信機の履歴を消し、ユキヤと和解。ユキヤは中学校の文化祭のステージに出演を申し込む。タヅナはユキヤとジグラートを探索した後、それぞれの趣味の店に立ち寄り親交を深める。コヨリと合流しカラオケに行くが、ユキヤはパートナーの関係を羨ましく思う。タヅナはユキヤの家でターンテーブルを修理したあとレイジロウとも再会。夕食の席でユキヤは「願い」について聞かれる。ユキヤはコヨリのためナガオカたちを見つけたいこと、子供の頃ジグラートでハルカに怪我をさせ、夢だったと嘘をついているが本当のことを伝えたいと吐露。レイジロウは「やりたいようにやれ」と励ます。                                                                           |                                                           |                    |          |
| 08 | NO kNOw Noise 《ノー・ノウ・ノイズ》                      | 鈴木信吾、横峯克昌 | 横峯克昌 |
| 文化祭に向け軽音楽部の練習に励むハルカ。コヨリの研究室に呼び出されたハルカは、自分のせいでユキヤが傷ついていると泣き出す。コヨリはタヅナを助けたいと願いハンドシェイカーになった過去を話す。ハルカはもう嘘はつきたくないと答える。文化祭当日、タヅナはチヅルたちにコンポーザーの正体は奥池グループの奥池翠だと話す。その情報はDJニールセンことフミユキから得たものだった。ユキヤはレイジロウの車でDJ機材を持ち込み、文化祭のステージでDJプレイを披露。会場にはフミユキとタマリもいた。軽音楽部の演奏を終えたハルカは、ユキヤの演奏を笑っている女子グループと話しているところをユキヤに見られる。無言で立ち去ったユキヤを見てハルカはまた嘘をついてしまったと落ち込む。 |                                                           |                    |          |
| 09 | GReen GROss GROOvy 《グリーン・グロス・グルーヴィ》       | 鈴木信吾、横峯克昌 | 横峯克昌 |
| ユキヤはハルカに何度も電話するが連絡が付かない。奥池グループのセバがユキヤを呼び出す。ユキヤはタヅナと共にグループ取締役の奥池ミドリと対面。奥池はレアメタル工場に案内し、ジグラートからレアメタルを持ち出してみせる。奥池はユキヤの異能力を活かした開発計画に協力を要請するが、ユキヤは断る。奥池はハルカを呼び出し、ユキヤを守るためハルカの能力を引き出し、奥池で守ると口説く。ハルカは全寮制の奥池大学付属中学に転校。ユキヤはハルカを取り戻そうと決意する。 |                                                           |                    |          |
| 10 | DUDDY bUDDY riDe 《ダディ・バディ・ライド》               | 金澤洪充、鈴木信吾 | 山岸徹一 |
| ユキヤはレイジロウとバイクで奥池の元へ向かう。道中レイジロウはユキヤが養子であったことを打ち明ける。ジグラートに移動した父子の前にセバとハルカがあらわれる。レイジロウはニムロデでセバと戦う。ハルカもニムロデを出現させ、ユキヤと戦う。ハルカはユキヤに嘘ばかりついていたと泣き出すが、ユキヤも本音を打ち明け「好きだ」と告白。ようやく気持ちが通じ合った二人はハンドシェイカーのパートナーとなり、セバに立ち向かうが、セバは姿を消し、フミユキとタマリがあらわれる。 |                                                           |                    |          |
| 11 | CHurch CHat CHat! 《チャーチ・チャット・チャット》        | 金澤洪充、鈴木信吾 | 山岸徹一 |
| フミユキはタヅナとコヨリをジグラートに呼び出す。タヅナたちはユキヤに危機がせまった時はフミユキに能力を奪ってもらうよう頼んでいた。ユキヤとハルカは能力を手離すことを拒否。レイジロウ夫妻もあらわれ、3組のハンドシェイカーの戦いがはじまる。しかし、ユキヤが能力で人探しをしたいと聞いたフミユキは戦いを中断。後日、フミユキはユキヤとハルカをジグラートで暮らすナガオカとマユミの元へ案内する。マユミはユキヤのスマホで久しぶりに妹のコヨリと話す。 |                                                           |                    |          |
| 12 | Hi HOO HOOligan! 《ハイ・フゥ・フーリガン》               | 島津裕行、鈴木信吾 | 金澤洪充 |
| ユキヤとハルカは奥池を訪ね、疑似的にハンドシェイカーを倒し、神に至り願いを叶える方法を提案する。だが、奥池は胸の宝石を見せ、過去を語る。子供のころセバと共にハンドシェイカーとして戦い、体から宝石を出すという願いを叶えてもらったものの、心身共に傷つき、父親を殺した奥池。交渉は決裂し、ユキヤとハルカは奥池・セバと戦うが撤退する。奥池たちはユキヤとハルカの両親を狙う。フミユキの機転で難を逃れるが、ユキヤはハンドシェイカーたちに協力を頼む。 |                                                           |                    |          |
| 13 | My wish is surely… 《マイ・ウィッシュ・イズ・シュアリィ》 | 島津裕行、鈴木信吾 | 金澤洪充 |
| フミユキはレイジロウ夫妻やマサルたちを次々ジグラートに呼び出し、奥池子飼いのハンドシェイカーと戦う。ユキヤとハルカはパイル・コネクトと共に奥池・セバと戦う。奥池は傷つき姿を消す。フミユキはユキヤとハルカの前にタヅナ・コヨリとナガオカ・マユミを呼び出す。6人が手を重ねると光に包まれ神の啓示が響く。ユキヤはナガオカが自分の父親と気づく。神にまみえたユキヤとハルカは能力を失う。ユキヤの願い「神によって叶えられた望まぬ願いを消し去る」によって、奥池の胸の傷と能力は消える。ユキヤはフミユキにDJの才能を認められクラブに出演できることになった。マユミはマキハラからナガオカの病気が治るあてができたと伝え聞く。コヨリは身長が伸び始めた。                      |                                                           |                    |          |

## 放送局
| 放送期間               | 放送時間                     | 放送局      | 対象地域   | 備考                               |
| ---------------------- | ---------------------------- | ----------- | ---------- | ---------------------------------- |
| 2019年1月6日 - 3月31日 | 日曜 1:30 - 2:00（土曜深夜） | TOKYO MX    | 東京都     |                                    |
|                        | 日曜 2:30 - 3:00（土曜深夜） | TVQ九州放送 | 福岡県     |                                    |
|                        | 日曜 2:38 - 3:08（土曜深夜） | 毎日放送    | 近畿広域圏 | 製作参加 / 『アニメシャワー』第2部 |
| 2019年1月7日 - 4月1日  | 月曜 1:00 - 1:30（日曜深夜） | BS11        | 日本全域   | BS放送 / 『ANIME+』枠              |

| 配信期間               | 配信時間        | 配信サイト                                                                             |
| ---------------------- | --------------- | -------------------------------------------------------------------------------------- |
| 2019年1月6日 - 3月31日 | 日曜 12:00 更新 | MBS動画イズム TVer dアニメストア ビデオパス アニメ放題 U-NEXT Hulu TSUTAYA TV ひかりTV |

## BD / DVD
| 巻 | 発売日        | 収録話          | 規格品番  | 規格品番  |
| 巻 | 発売日        | 収録話          | BD        | DVD       |
| -- | ------------- | --------------- | --------- | --------- |
| 1  | 2019年2月27日 | 第1話、未放送話 | FFXA-0002 | FFBA-0009 |
| 2  | 2019年3月27日 | 第2話 - 第4話   | FFXA-0003 | FFBA-0010 |
| 3  | 2019年4月24日 | 第5話 - 第7話   | FFXA-0004 | FFBA-0011 |
| 4  | 2019年5月29日 | 第8話 - 第10話  | FFXA-0005 | FFBA-0012 |
| 5  | 2019年6月26日 | 第11話 - 第13話 | FFXA-0006 | FFBA-0013 |

## 舞台
2019年4月10日から14日まで『SPECTACLE STAGE「W’z《ウィズ》」』として新宿シアターサンモールで公演された。脚本・演出は吉田武寛。主演はテレビアニメオープニングテーマも担当した竹中凌平。ユキヤ役の竹中凌平とフミユキ役の田中彪は、劇中BGM全曲をDJプレイで表現した。